# 神戶海洋博物館
神戶海洋博物館（日语：／）是位於兵庫縣神戶市中央區美利堅公園的一家以「海・船・港」為主題的博物館。是神戶港的象徵之一。前身是在1962年開館的神戶國際港灣博物館。是世界上規模屈指可數的海事博物館。在1987年為紀念神戶港開港120年，神戶國際港灣博物館改為神戶海洋博物館並重新開館。博物館外觀的靈感系來自帆船。

## 外部連結
- 神戸海洋博物館 （页面存档备份，存于）